# 晋献公墓
晋献公墓，位于山西省运城市绛县南樊镇槐泉村西，是中华人民共和国山西省文物保护单位之一。
1965年5月24日，授予山西省文物保护单位，是一座古墓葬，为晋献公的墓穴。